# SEPECAT Jaguar
Die SEPECAT Jaguar ist eine Gemeinschaftsentwicklung eines Angriffsflugzeugs von Breguet und der British Aircraft Corporation aus den 1960er-Jahren. Frankreich benötigte ein günstiges Trainings- und Angriffsflugzeug als Nachfolger für die F-100 Super Sabre und Großbritannien einen modernen Jagdbomber in Nachfolge der Hawker Hunter. SEPECAT steht für Société Européenne de Production de l’Avion d’Ecole de Combat et d’Appui Tactique (Europäische Gesellschaft zur Herstellung des Schul- und taktischen Unterstützungsflugzeugs).
Verkaufserfolge im Export sowie Ähnlichkeiten zur McDonnell F-4 in Einsatzprofil und Konstruktion (Doppelstrahltriebwerk, Leitwerk) brachten der Jaguar den Spitznamen „Phantom des kleinen Mannes“ ein.

## Geschichte

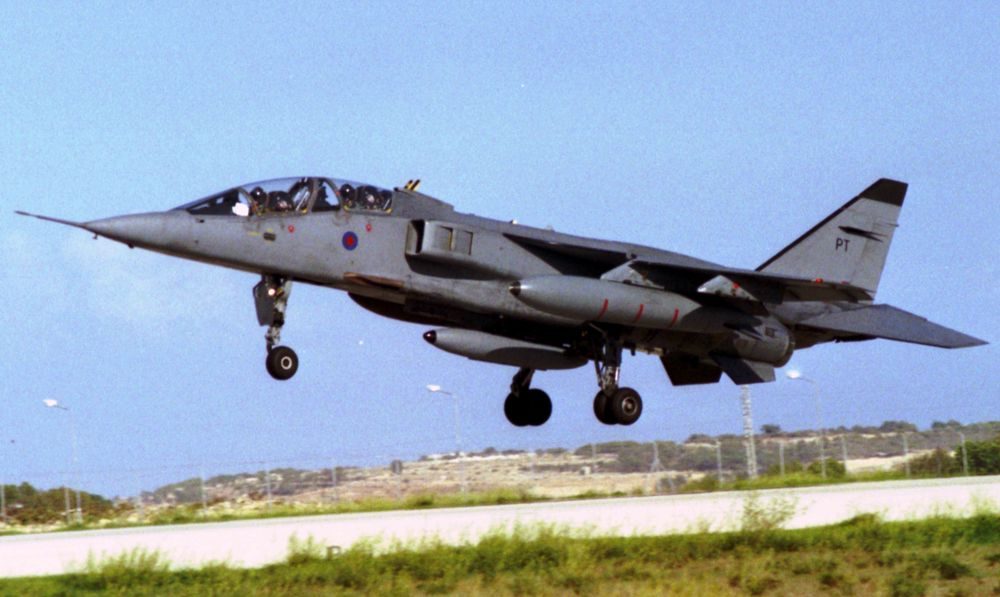
Doppelsitzige Version Jaguar T.1 der RAF im Anflug auf Malta im Oktober 2002

Nach dem Erstflug im Jahr 1968 wurden Wünsche nach einigen Verbesserungen laut, so dass die ersten Flugzeuge erst 1973 ausgeliefert wurden. Ein Jahr später wurde die erste Staffel der britischen Luftwaffe dann mit der Jaguar ausgestattet. Die französische Version erhielt eine relativ einfache Avionik und zwei Turbofans Adour Mk.102 mit je 3315 kp Schub. Die britische Royal Air Force setzte zwei Versionen ein: Die „GR Mk.1“ mit höherwertiger Avionik und Rolls-Royce/Adour-Mk.102/104-Triebwerken (je 3646 kp Schub) sowie die „International“ als moderne Version mit Adour-Mk.811-Triebwerken (je 3810 kp Schub). Die „International“ besitzt nun zudem ein Radargerät. Alle Versionen erhielten ein stabiles Fahrwerk, um auf unbefestigten Pisten starten und landen zu können, die Vorführungen in Farnborough in den 1970er-Jahren erfolgten jeweils mit einem Start neben der Piste.

### Royal Air Force
Die britische Royal Air Force (RAF) beschaffte ab 1973 insgesamt 200 Jaguar, davon 35 zweisitzige Trainingsflugzeuge. Ab Mitte der 1970er-Jahre wurde der Typ auch bei der RAF Germany eingeführt, auf der Station RAF Brüggen waren vier Jagdbomberstaffeln (April 1975 bis Oktober 1985, 14., 17., 20. und 31. Squadron) und in RAF Laarbruch eine Staffel Aufklärer stationiert (Oktober 1976 bis Dezember 1988, 2. Squadron, diese hatte im Juni 1976 in Brüggen die Umrüstung begonnen). In den 1980er-Jahren erfolgte jedoch bereits die Ablösung durch den Tornado. Ab 1990 kam die Jaguar am Persischen Golf zum Kampfeinsatz. Die letzten Maschinen wurden am 30. April 2007 ausgemustert und durch den Eurofighter Typhoon ersetzt. Einige Jaguar werden weiterhin von QinetiQ und der Empire Test Pilots' School zu Testzwecken eingesetzt.

### Armée de l’air
Die französische Armée de l’air stellte ab 1974 ebenfalls 200 Jaguar in Dienst, davon 40 zweisitzige Trainingsflugzeuge. Eine geplante Variante für die französische Marine zum Einsatz auf Flugzeugträgern wurde nie verwirklicht. Die letzten französischen Jaguar wurden am 1. Juli 2005 durch die Dassault Rafale ersetzt.

### Export
Größter Exportkunde der Jaguar war Indien, das 1981 die erste von 40 Maschinen in Dienst stellte. Weitere 100 Jaguar wurden als Lizenzbauten der indischen Luftstreitkräfte von Hindustan Aeronautics unter dem Namen „Shamsher“ produziert. Sie sollten ab 2015 durch ein Nachfolgemodell ersetzt werden.
Weitere Nutzer waren Oman mit 24, das seine letzten Jaguar als vorletzter Nutzer im Oktober 2014 nach fast 37 Jahren Flugbetrieb außer Dienst stellte, Nigeria mit 18 und Ecuador mit 12 Maschinen.

## Varianten
Für die Streitkräfte der beiden Programmpartner gab es folgenden Baureihen (zu den nationalen britischen Baureihenbezeichnungen siehe die Informationen über das Bezeichnungssystem britischer Luftfahrzeuge).
Jaguar A
Einsitziger, allwetterfähiger taktischer Jagdbomber der Armée de l’Air, 160 gebaut zzgl. zwei Prototypen.
Jaguar B
Jaguar T.2
Zweisitziger Kampftrainer der Royal Air Force (RAF), 38 gebaut zzgl. ein Prototyp.
Jaguar T.2A
Modernisierte T.2 analog der GR.1A, 14 umgebaut.
Jaguar T.2B
Inoffizielle Bezeichnung der T.2A für den Einsatz des Thermal Imaging Airborne Laser Designator-(TIALD)-Systems, zwei umgerüstet.
Jaguar T.4
Modernisierte T.2A zum Standard Jaguar 96.
Jaguar E
Zweisitziger Kampftrainer der Armée de l’Air, 40 gebaut zzgl. zwei Prototypen.
Jaguar M
Einsitziger Marine-Jagdbomber für die Marine nationale für den Einsatz auf Flugzeugträgern, ein Prototyp
Jaguar S
Jaguar GR.1
Einsitziger, allwetterfähiger, taktischer Jagdbomber der RAF, 165 gebaut.
Jaguar GR.1A
Modernisierte GR.1 mit Navigationssystem NAVWASS II, Chaff- und Flare-Werfern, ECM-System und in der Lage, zur Selbstverteidigung Sidewinder-Luft-Luft-Raketen abzufeuern, 75 umgebaut.
Jaguar GR.1B
Umgerüstete GR.1 für den Einsatz des Thermal Imaging Airborne Laser Designator-(TIALD)-Systems, zehn umgebaut.
Jaguar GR.3
Avionik-seitig modernisierte GR.1A zum Standard Jaguar 96 mit einem neuen HUD mit Eingabefeld darunter, einem neuen Handcontroller sowie einem neuen Steuerknüppelgriff, GPS-Empfänger und TERPROM.
Jaguar GR.3A
Baureihe, entstanden aus GR.1B/GR.3 mit nochmals aktualisierter Avionik zum Standard Jaguar 97 mit Kompatibilität zu einem Helmvisier, einem größeren Multifunktionsdisplay, Datenlink und Kompatibilität zu Nachtsichtbrillen.
Die folgenden Versionen waren Bezeichnungen für den Export von Jaguar International und basierten entweder auf der Jaguar S oder Jaguar B.
Jaguar ES
Exportversion der Jaguar S für die Fuerza Aérea Ecuatoriana (FAE), zehn gebaut.
Jaguar EB
Exportversion der Jaguar B für die FAE, zwei gebaut.
Jaguar S(O)
Exportversion der Jaguar S für die Royal Air Force of Oman (RAFO), 20 gebaut.
Jaguar B(O)
Exportversion der Jaguar B für die RAFO, vier gebaut.
Jaguar IS
Einsitziger, allwetterfähiger taktischer Jagdbomber der Indian Air Force (IAF), 35 gebaut bei BAe und 89 gebaut bei HAL.
Jaguar IB
Zweisitziger Kampftrainer der IAF, fünf gebaut bei BAe und 27 gebaut bei HAL.
Jaguar IM
Einsitziger Marine-Jagdbomber der IAF, ausgerüstet mit Agave-Radar und in der Lage, Sea-Eagle-Seezielflugkörper abzufeuern, zwölf gebaut bei HAL.
Jaguar SN
Exportversion der Jaguar S für die Nigerian Air Force (NAF), 13 gebaut.
Jaguar BN
Exportversion der Jaguar B für die NAF, fünf gebaut.

## Zwischenfälle
Vom Erstflug 1968 bis Oktober 2021 kam es mit SEPECAT Jaguar zu 189 Totalschäden. Bei 76 davon kam es zu Todesopfern. Insgesamt kamen 79 Personen ums Leben. Von den Totalschäden ereigneten sich 21 auf dem Gebiet der Bundesrepublik Deutschland.

## Technische Daten
- Typ: SEPECAT Jaguar International

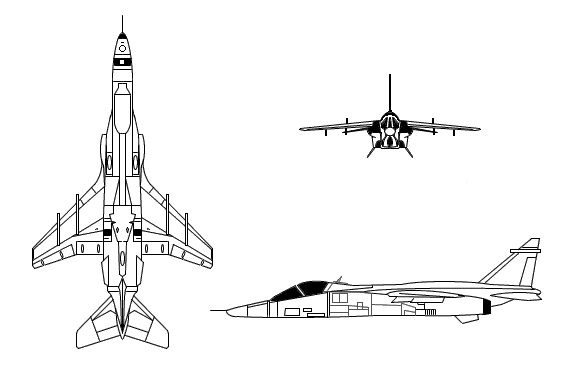
3-Seiten-Riss

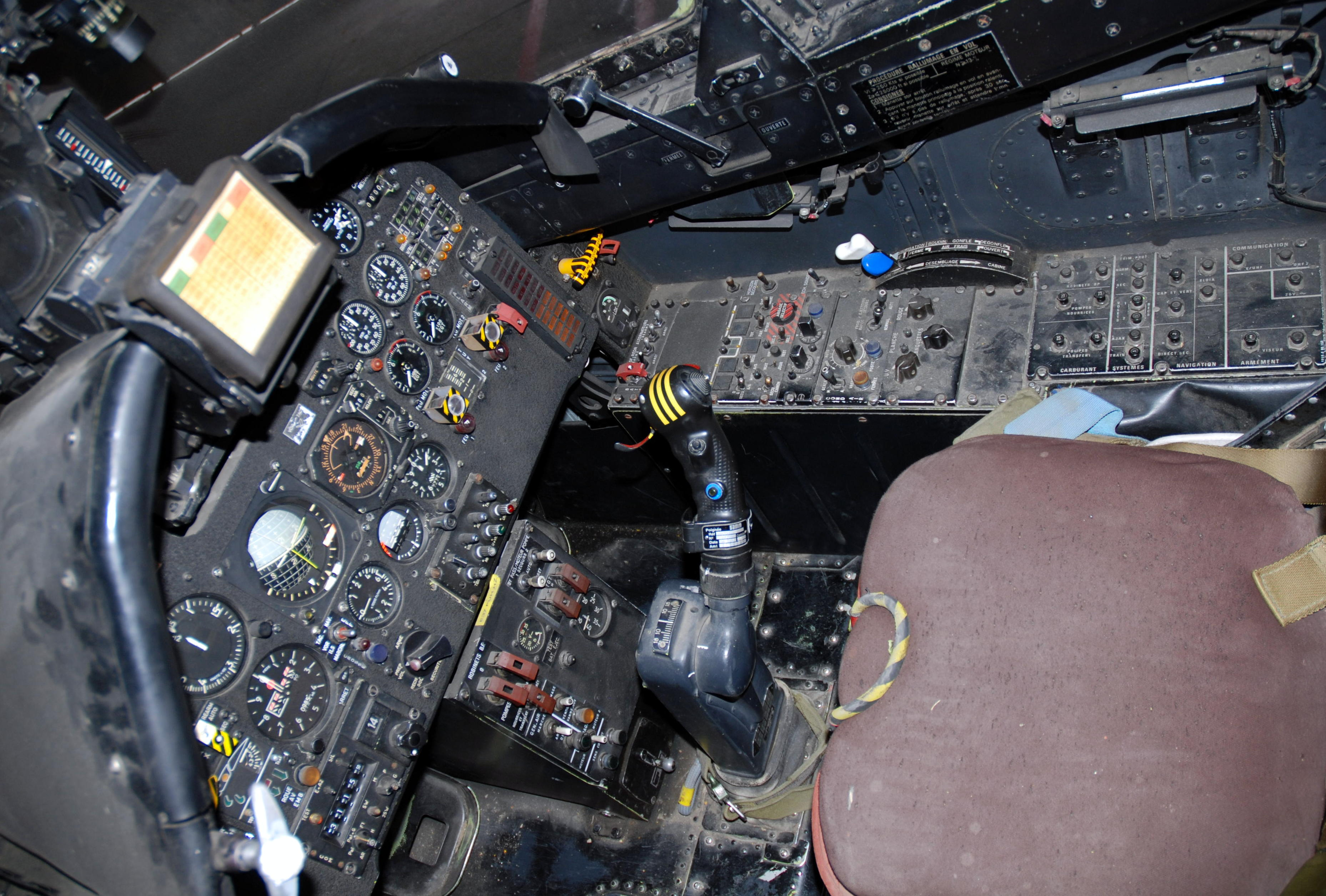
Cockpit

- Zweck: Einsitziges Angriffsflugzeug
- Länge: 15,52 m ohne und 16,83 m mit Staurohr
- Spannweite: 8,69 m
- Höhe: 4,89 m
- Flügelfläche: 24,18 m²
- Flügelstreckung: 3,1
- Leermasse: 7.000 kg
- max. Startmasse: 15.700 kg
- Antrieb: zwei Adour-Mk.811-Triebwerke mit je 3.810 kp (37.400 kN)
- Höchstgeschwindigkeit: (in 11.000 m) 1.750 km/h
- max. Flughöhe: 15.240 m
- Reichweite:
  - typische Reichweite: ca. 1.000 km
  - Reichweite mit nur zwei Luft-Luft-Raketen: 1.408 km

## Bewaffnung

### Interne Bewaffnung
- 2 × 30-mm-Revolver-Maschinenkanonen Royal Small Arms Factory ADEN Mk.4 mit je 150 Schuss Munition (britische Jaguar)
- 2 × 30-mm-Revolver-Maschinenkanonen M553 DEFA mit je 150 Schuss Munition (französische Jaguar)

### Externe Bewaffnung
Bewaffnung bis zu 4.763 kg an fünf Außenlaststationen unter den Tragflächen und dem Rumpf sowie an zwei über den beiden Tragflächen
 Frankreich
Luft-Luft-Lenkwaffen
- 2 × Startschiene für je einen Matra R.550 Magic (wärmebildgesteuerter Kurzstrecken-Luft-Luft-Lenkflugkörper)

Luft-Boden-Lenkwaffen
- 2 × Aérospatiale AS-30L (lasergelenkter 520-kg-Lenkflugkörper)
- 2 × Matra/Hawker-Siddeley AS-37 „Martel“ (Radarbekämpfungs-Lenkflugkörper)

Ungelenkte Luft-Boden-Raketen
- 4 × Raketenwerfer Matra LR F4 (für je 18 × ungelenkte SNEB-Luft-Boden-Raketen; Kaliber 68 mm)
- 4 × Raketenwerfer TBA 100-4 (F3) (für je 4 × ungelenkte SNEB-Luft-Boden-Raketen; Kaliber 100 mm)

ungelenkte Bomben
- 6 × Société des Ateliers Mécaniques de Pont-sur-Sambre (SAMP) (125-kg-Freifallbombe; analog Mk.81)
- 6 × Société des Ateliers Mécaniques de Pont-sur-Sambre (SAMP) EU2 (250-kg-Freifallbombe; analog Mk.82)
- 4 × Société des Ateliers Mécaniques de Pont-sur-Sambre (SAMP) T200 (400-kg-Freifallbombe; analog Mk.83)
- 1 × 30-6-M2-Waffenträger mit 18 × Thomson-Brandt BAT-120 (34-kg-Splitterbombe)
- 1 × 30-6-M2-Waffenträger mit 18 × Thomson-Brandt BAP-100 (raketengetriebene 32,5-kg-Anti-Startbahn-Bombe)
- 4 × Matra/Thomson-Brandt BLG 66 „Belouga“ (305-kg-Streubombe)
- 1 × CEA AN-52 (freifallende Nuklearbombe, 455 kg schwer; Sprengkraft 25 Kilotonnen)

Zusatzbehälter
- 2 × abwerfbare Unterflügel-Zusatztanks RP36 für je 1.187 Liter (313 US-Gallonen) Kerosin
- 1 × Thomson-CSF „Atlis“ (Automatic Tracking Laser Illuminating System) – Laserziel- und Navigationsbehälter

 Vereinigtes Königreich
Luft-Luft-Lenkwaffen
- 2 × LAU-7/A-Startschiene für je einen Ford AIM-9D/G/L/M „Sidewinder“ (wärmebildgesteuerter Kurzstrecken-Luft-Luft-Lenkflugkörper)

Luft-Boden-Lenkwaffen
- 2 × Matra/Hawker-Siddeley AS-37 „Martel“ (Radarbekämpfungs-Lenkflugkörper)

Ungelenkte Luft-Boden-Raketen
- 4 × Raketenwerfer MATRA 155 (für je 18 × ungelenkte SNEB-(TDA)-Luft-Boden-Raketen, Kaliber 68 mm)
- 4 × Raketenwerfer LAU-5003 (für je 19 × ungelenkte CRV7-Luft-Boden-Raketen; Kaliber 70 mm)

Ungelenkte britische Bomben
- 6 × Hunting BL755 (264-kg-Panzerbekämpfungs-Streubombe)
- 6 × Aerojet General CBU-87 (340-kg-Panzerbekämpfungs-Streubombe)
- 6 × Royal Ordnance MC/GP Mk.10 (1.000-lb-/454-kg-Freifallbombe)
- 6 × Royal Ordnance MC/GP Mk.20 (540-lb-/245-kg-Freifallbombe)
- 2 × Lepus (80-kg-Leuchtbombe, erzeugt Beleuchtung mittels Magnesium, fallschirmverzögert)
- 1 × WE.177 (fallschirmverzögerte 10-Kt-Nuklearbombe)

Zusatzbehälter
- 2 × abwerfbarer Zusatztank für 1.187 Liter Kerosin
- 1 × TIALD-Laser-Zielbehälter
- 1 × EO GP1 (JRP) – Aufklärungsbehälter
- 1 × Vinten VICON 18 Mk.600 – (Long Range Optical Pod, LOROP)

 Indien
- 2 × BAe Sea Eagle (Seezielflugkörper)
- 1 × Rafael/Northrop Grumman AN/AAQ-28(V) „Litening IV“-Zielbeleuchtungsbehälter
- 4 × Matra „Durandal“ (raketengetriebene 219-kg-Anti-Startbahn-Bombe)
- 1 × indische freifallende Nuklearbombe

## Selbstverteidigungssysteme
Aktive Maßnahmen
- 1 × Philips-Matra Phimat – Täuschkörperwerfer mit 210 Düppel-Patronen
- 1 × AN/ALQ-101(V)-10 – EKF-Störbehälter
- 1 × Thomson-CSF TMV-004 (CT51J) Caiman – externer EKF-Störbehälter
- 1 × Thales PAJ-FA – externer EKF-Störbehälter

Passive Maßnahmen
- 2 × ARI.18223-ESM-Gondel mit Radarwarnsensor am Seitenleitwerk

## Nutzer

### Nutzerstaaten
Ecuador
Fuerza Aérea Ecuatoriana, Jaguar GR1/ES/EB, nicht mehr im Dienst
 Frankreich
Armée de l’Air, Jaguar A/E, bis 2005
 Indien
Indian Air Force, Jaguar GR1/T2/IS/IB/IM, 2018 noch in Dienst
 Nigeria
Nigerian Air Force, Jaguar SN/BN, bis 1991
 Oman
Royal Air Force of Oman, Jaguar GR1/T2/S(O)/B(O)/GR.3A, bis 2014
 Vereinigtes Königreich
- Royal Air Force, Jaguar GR1/GR1A/T2/T2A/GR3/GR3A/T4, bis 2007

### Stationierungsorte in Deutschland
- RAF Germany
  - RAF Brüggen, Mai 1975 bis November 1985, Jaguar GR1/T2 (14., 17., 20. und 31. Squadron)
  - RAF Laarbruch, Juni 1976 bis Januar 1989, Jaguar GR1/T2 (2. Squadron)